# Villers-sous-Pareid
Villers-sous-Pareid – miejscowość i gmina we Francji, w regionie Grand Est, w departamencie Moza.
Według danych na rok 1990 gminę zamieszkiwało 75 osób, a gęstość zaludnienia wynosiła 12 osób/km² (wśród 2335 gmin Lotaryngii Villers-sous-Pareid plasuje się na 970. miejscu pod względem liczby ludności, natomiast pod względem powierzchni na miejscu 900.).